# Принц Тун
Принц Тун (англ. Prince Thun) — вигаданий персонаж, який з'являвся в різних коміксах і фільмах про Флеша Гордона. Він — Людина-Лев із Монго та один із найнадійніших друзів Флеша. Його батько — король Джугрід, правитель людолевів і один із трьох наймогутніших правителів Монго.

## У коміксах
Тун вперше з'явився в коміксі Алекса Реймонда 1930-х років і швидко став союзником Флеша після того, як зустрів його під час нападу людолевів на місто Мінго. Тун та інші людолеви зображені як людиноподібні прибульці, але з помаранчевою шкірою та левиними хвостами. Показано, що людолеви живуть у наметах і використовують літаки «космічний гіроскоп», які в повітряному бою здатні перемогти ракетні кораблі Міна. Людолеви також мають доступ до технологій артилерії та володіють мінометом, здатним знищити невелике місто. Тун двічі допоміг Флешу Гордону зупинити одруження Міна з Дейл. Тун і людолеви з'являлися напіврегулярно в пізніших коміксах Флеша Гордона. У історіях Дена Беррі про Флеша Гордона Тун і людолеви живуть у регіоні під назвою Леонія, у печерах, схожих на шахтні нори.
Тун регулярно з'являється в різних коміксах Флеша Гордона. Персонаж з'явився в адаптації коміксів DC 1988 року «Флеш Гордон» від Дена Юргенса. Згодом Тун з'явився в коміксах «Флеш Гордон» Ardden Entertainment. Тун був зображений у міні-серіалі «Флеш Гордон» Dynamite Entertainment, де він дуже нагадував своє зображення з мультфільму Filmation. Батьківщину Туна тут назвали «Ардентією» за фільмом 1980 року. 

## В інших медіа
Уперше Тун з'явився 1936 року у кіносеріалі під назвою «Флеш Гордон». Його зіграв Джеймс Пірс. Тун зображений в серіалі так само, як і в коміксах, гуманоїд із дикою шерстю довгого волосся та довгою бородою, створюючи загальний ефект левової гриви.
Флеш, Дейл і Зарков стикаються з людинолевом у «Забороненому експерименті», 25-му епізоді синдикованого телесеріалу 1954 року, хоча на екрані він не ідентифікований як Тун. Його тіло та обличчя вкриті шерстю, він має ікла та волосся, схоже на гриву. Він має владу наказувати тваринам і прагне стати повністю людиною. Актор персонажа не зазначений.
Потім Тун з'явився в серії фільмів 1979 року. У пілотному повнометражному серіалі Туна озвучив Тед Кессіді. Однак Кессіді помер до початку виробництва серіалу, тому роль була перероблена з Алланом Мелвіном (який також грав Вултана), який її озвучив. У цій серії Тун постає буквально як людинолев з головою лева та кігтями з тілом людини. Його називали королем, а не прицом. Тун — перший із союзників Флеша на Монго, найвірніший і найстійкіший. Було зроблено натяк, що на Монго була ціла раса людолевів, але Тун був єдиним, хто коли-небудь з'являвся на екрані.
1980 року у фільмі Діно Де Лаурентіса персонажа на ім'я принц Тун зіграв Джордж Гарріс. Його називали принцом Ардентії, і він виглядав людиною з гладко виголеним обличчям. Коли він запропонував свою відданість «без міри», Мін Безжальний наказав йому впасти на свій меч. Замість цього він напав на Міна і був знищений, паралізований зондом Міна, а потім Мін ударив його мечем і виявив, що у Туна блакитна кров.
У мультфільмі «Флеш Гордон» 1996 року принца Туна замінила принцеса Тундар. Як і попередній анімований Тун, вона була буквально леволюдиною, дещо схожою на громокотів з однойменного серіалу. Як і інші головні герої, вона була підліткою і, щоб повалити Міна, працювала з Флешем, Дейл Арден і принцом Талоном з раси людояструбів.
Персонаж на ім'я Тун не з'являється в серії бойовиків «Флеш Гордон» 2007 року, в якій людолеви перейменовані на турін. У цій версії їх очолює Болгар, якого грає Шон Рейс. Болгар стає союзником Флеша в епізоді «Вина», коли Флеш рятує свого сина Ріву (Себастьян Гакі) від отруєння та переконує його, що Девіати не несуть відповідальності. Турин нагадує оригінальних леволюдей з кігтями та волоссям, схожим на гриву. Коли розлючені вони також ревуть, як леви.